# 鈍齒兔脂鯉
鈍齒兔脂鯉，為輻鰭魚綱脂鯉目脂鯉亞目上口脂鯉科的其中一個種，分布於南美洲巴拉那河、聖弗朗西斯科河及拉普拉他河流域，體長可達76公分，棲息在底中層水域，生活習性不明，可做為食用魚、養殖魚及觀賞魚。